# François Celis
François Celis (ur. ?) – belgijski lekkoatleta, długodystansowiec.
Podczas igrzysk olimpijskich w Londynie (1908) nie ukończył biegu maratońskiego.